# Officine Ferroviarie di Pontassieve
Le Officine Ferroviarie di Pontassieve, semplificazione della denominazione ufficiale Officina Nazionale Armamento (sigla O.N.A.), sono delle infrastrutture di RFI che producono, riparano ed effettuano la manutenzione delle varie componenti dell'armamento ferroviario e di parti essenziali al suo funzionamento.

## Storia
Le Officine Ferroviarie di Pontassieve nacquero nel 1868 per iniziativa della Società per le strade ferrate romane che gestivano buona parte delle ferrovie dell'Italia centrale. Dato che le suddette utilizzavano le rotaie a doppio fungo, che per il fissaggio richiedevano l'uso di zeppe di legno da introdurre a forza nel sistema di ancoraggio alle traversine, questa fu la prima attività intrapresa.
A seguito della crisi che portò al fallimento della società anche le officine vennero gestite provvisoriamente dallo Stato passando poi alla Società Italiana per le strade ferrate meridionali dopo il riordino delle ferrovie. La nuova società ampliò la produzione non solo riguardo alla manutenzione delle infrastrutture di linea ma anche delle piattaforme girevoli e dei segnali.
Nel 1905 le ferrovie vennero statalizzate e l'impianto di Pontassieve entrò a far parte delle FS.
Sotto l'esercizio di stato le officine vennero ampliate e acquisirono nuove lavorazioni per impianti fissi e per l'armamento:  deviatoi, rotaie di ogni tipo, piattaforme girevoli, travate metalliche, apparecchiature di pesatura con ponte a bilico, gru ferroviarie, segnali, apparecchiature per passaggi a livello ed attrezzature per lavori ferroviari. Nel 1922 venne potenziato e rinnovato l'impianto di lavorazione a caldo con la costruzione di nuovi forni di riscaldamento dei metalli.
Nel 1929 le Officine vennero modernizzate sostituendo gli impianti a vapore per il moto delle apparecchiature con quelle azionate ad elettricità.
Durante la seconda guerra mondiale i bombardamenti alleati danneggiarono o distrussero varie parti del complesso. La ricostruzione delle ferrovie nell'immediato dopoguerra richiese la loro pronta riattivazione: essenziale fu la messa in funzione dell'impianto per il ricondizionamento di rotaie usate e poi quello di saldatura delle barre corte di rotaie per realizzarne di più lunghe fino a 36 m. in un sol pezzo. Vennero inoltre riparate grandi quantità di deviatoi, incroci, apparecchi di manovra per scambi e segnali e binari danneggiati dagli eventi bellici.
Nell'ambito della modernizzazione delle invasature delle navi-traghetto delle Ferrovie dello Stato le officine furono in grado di costruirne e montarne le varie parti sia a Villa San Giovanni che a Messina e Reggio Calabria. 

## Movimento
Gli edifici che compongono il complesso delle officine sono collegati tramite un raccordo alla Stazione di Pontassieve e, da lì, alla rete ferroviaria nazionale. L'infrastruttura è collegata direttamente all'Officina Nazionale Armamento Fonderia di Bari che predispone treni merci per il trasporto dei prodotti tra la Puglia e la Toscana.

## Struttura e impianti
L’Officina di Pontassieve è parte di un sistema più ampio di poli produttivi di Rete Ferroviaria Italiana che comprende anche l’Officina Nazionale Armamento Fonderia di Bari e l’Officina Nazionale Apparecchiature Elettriche di Bologna, oltre ai siti per i mezzi d’opera di Catanzaro e di Carini. In questo contesto, l’officina è divenuta il punto di riferimento per la produzione, la manutenzione e la riparazione dell’infrastruttura ferroviaria nazionale e degli elementi fondamentali per il suo funzionamento, in particolar modo scambi e apparecchiature per i binari.
Al 2018 il lavoro delle officine occupava un organico di circa 100 lavoratori per un fatturato annuo di oltre 67 milioni di euro. Nel 2017 sono stati realizzati circa 1.200 deviatoi e 4.000 giunti. Nel corso dello stesso anno è stata approvata una variante per permettere l'ampliamento dello stabilimento.